# اچه‌گاره
اچه‌گاره (فرانسوی: Etchegaray‎) ورزشکار پیلوتای باسکی اهل فرانسه بود.